# Maria Haraldsdotter
Maria Haraldsdotter (morta el 25 de setembre de 1066) fou una princesa noruega, filla de Harald Hardrada i Elisabet de Kíev, la primera noruega coneguda anomenada Maria.
Segons l'Heimskringla, Maria, amb la seva germana Ingegerd i la seva mare, va anar amb Harald en la seva expedició a Gran Bretanya el 1066. Les tres van restar a les illes Òrcades, on Harald es va aturar per reunir reforços. Durant la batalla de Stamford Bridge, on Harald va ser mort, el rei noruec havia promès Maria en matrimoni a Eystein Orre (germà de la seva segona muller o concubina Tora Torbergsdatter), qui també va ser mort a Stamford Pont. Quan el fill de Harald, Olaf, i la resta de la seva flota van retornar a les illes, es van assabentar que Maria havia mort sobtadament el mateix dia que el seu pare a la batalla.